# Redeemer
| Оценки критиков     | Оценки критиков    |
| Источник            | Оценка             |
| ------------------- | ------------------ |
| AbsolutePunk.net    | 81%                |
| Allmusic            | [ 3 ]              |
| Boise Weekly        | Highly unfavorable |
| Cross Rhythms       | [ 5 ]              |
| Exclaim!            | Slightly favorable |
| musicOMH            | [ 6 ]              |
| Jesus Freak Hideout | 4.25/5             |
| Sputnikmusic        | 3.5/5              |
| Stylus Magazine     | (B)                |

Redeemer (с англ. — «Искупитель») — третий студийный альбом американской металкор-группы Norma Jean, выпущенный 12 сентября 2006 года в США и 3 октября 2006 года в Канаде на лейбле Solid State Records. Было продано 21 000 копий альбома в первую неделю. Это последний альбом, в записи которого участвовал барабанщик группы Дэниел Дэвисон. Автор обложки альбома — Шеннон Кроуфорд (ex-вокалист таких групп, как Cellophane и Monster in the Machine). На песни «Blueprints for Future Homes» и «Songs Sound Much Sadder» были сняты видеоклипы. 25 Июля 2006 года, на MySpace группы вышла песня «Blueprints for Future Homes», а 4 августа того же года вышла песня «The End Of All Things Will Be Televised».

## Список композиций
Все тексты написаны Кори Бренданом, вся музыка написана группой Norma Jean, за исключением отмеченных.
| №                   | Название                                                                             | Автор(ы)            | Длительность |
| ------------------- | ------------------------------------------------------------------------------------ | ------------------- | ------------ |
| 1.                  | «A Grand Scene for a Color Film» (Великая сцена для цветного фильма)                 |                     | 3:24         |
| 2.                  | «Blueprints for Future Homes» (Чертежи для будущих домов)                            |                     | 2:49         |
| 3.                  | «A Small Spark vs. A Great Forest» (Маленькая искорка против великого леса)          |                     | 4:59         |
| 4.                  | «A Temperamental Widower» (Темпераментный вдовец)                                    |                     | 2:47         |
| 5.                  | «The End of All Things Will Be Televised» (Конец света будет показан по телевидению) |                     | 5:11         |
| 6.                  | «Songs Sound Much Sadder» (Песни звучат ещё печальнее)                               | Тимати Мактаг       | 3:04         |
| 7.                  | «The Longest Lasting Statement» (Самое продолжительное заявление)                    |                     | 2:48         |
| 8.                  | «Amnesty Please» (Амнистию, пожалуйста)                                              |                     | 4:15         |
| 9.                  | «Like Swimming Circles» (Как плавающие круги)                                        |                     | 3:04         |
| 10.                 | «Cemetery Like a Stage» (Кладбище как сцена)                                         |                     | 4:27         |
| 11.                 | «No Passenger : No Parasite» (Нет пассажира : Нет паразита)                          |                     | 4:58         |
| Общая длительность: | Общая длительность:                                                                  | Общая длительность: | 41:51        |

## Участники записи
| - Кори Брэндан Путман — вокал, гитара - Скотти Генри — гитара - Крис Джон Дэй — гитара - Джейк Шульц — бас-гитара - Дэниел Дэвисон — барабаны - Мэттью Путман — перкуссия и дополнительные барабаны | - Росс Робинсон — сведение - Райан Бьош — звукорежиссёр и сведение - Кейл Холмс — ассистент звукорежиссёра - Asterik Studio — арт-директор и дизайн - Шеннон Кроуфорд — художественное оформление альбома |